# Alain Gerbault
Alain Gerbault (Laval, 17 novembre 1893 – Dili, 16 dicembre 1941) è stato un navigatore e tennista francese.
Ha compiuto in solitario il giro del mondo ed è anche stato aviatore. Alla fine della sua vita si è ritirato nelle isole del Sud dell'Oceano Pacifico dove ha scritto diversi libri sul suo stile di vita.

## Primi anni della sua vita
Alain Gerbault nacque da una famiglia di classe medio-alta. Passò gran parte della sua gioventù a Dinard, vicino al vecchio porto di Saint-Malo. Tra le sue passioni c'erano il tennis, il calcio, la caccia e la pesca. All'università studiò ingegneria civile.
Durante la prima guerra mondiale si arruolò nell'aviazione come ufficiale. Benché molto giovane, si dimostrò subito un pilota dotato, riportando spettacolari vittorie e mettendo in mostra le sue abilità tattiche e delle insolite doti in acrobazie aeree. Alla fine della guerra fu decorato come eroe. Lasciò l'aviazione e si buttò senza grandi successi nel mondo degli affari. Iniziò a giocare a tennis riuscendo a diventare campione francese.
Nonostante tutti questi successi Alain sembrava sempre in cerca di qualcosa da fare. E in questo periodo prese in considerazione l'idea di trasvolare l'Atlantico.
Nel 1921, durante una visita in Inghilterra, a Southampton, per giocare a tennis, si imbatté nel Firecrest, una vecchia imbarcazione inglese. Affascinato dall'idea delle lunghe traversate la comprò e passò circa un anno a navigare nei dintorni di Cannes.

## Il mare
Il 6 giugno 1923, Gerbault salpò da Gibilterra per il suo viaggio intorno al mondo in solitario.
Giunse a New York dopo 101 giorni di mare. Nonostante non fosse il primo a compiere l'impresa, fu accolto con tutti gli onori e ricevette la "Blue Water Medal" dal Cruising Club of America. Durante il suo soggiorno a New York iniziò a scrivere The Fight of the Firecrest. Al rientro in Francia ricevette la Legion d'onore.

## Gli ultimi anni della sua vita
Gerbault scoprì presto che le isole del Pacifico gli mancavano molto, perciò decise di tornarvi. Il suo Firecrest era ormai molto rovinato e decise di costruire una nuova barca, di 34 piedi, che battezzò col proprio nome: Alain Gerbault.
Scomparve dalla vita pubblica e trascorse gli ultimi anni della sua vita vagando da un'isola all'altra, scrivendo libri sulla vita sulle isole e criticando lo stile di vita moderno.

Morì a Dili, di febbre tropicale, il 16 dicembre 1941. Per tre anni nessuno seppe della sua morte, che fu resa nota solo il 22 agosto 1944. Nel 1947 il suo corpo venne recuperato e sepolto a Bora Bora, dove fu eretto un monumento in suo onore.

## Pubblicazioni
- Seul à travers l'Atlantique, Grasset, 1925. Testimonianza del navigatore francese sulla sua traversata dell'Oceano Atlantico in solitaria.
- A la poursuite du soleil, journal de bord. De New York à Tahiti, Grasset, 1929. Préfazione di J.B. Charcot.
- Sur la route du retour Journal de bord II de Tahiti vers la France, Grasset, 1929
- En marge des traversées. L'évangile du soleil. Fasquelle. 1932.
- Iles de beauté. Gallimard. 1943.
- Un paradis se meurt. Self. 1949.
- Mon bateau l'Alain Gerbault. Amiot-Dumont. 1952.
- O.Z.Y.U. Dernier journal. Grasset. 1952.